# Bohli kutta
Bohli kutta är en hundras från Indien. Den är en högrest och ädlare molosserhund som använts som jakthund, vakthund och kamphund. Rasen är nationellt erkänd av den indiska kennelklubben The Kennel Club of India (KCI).